# AB-823
La AB-823 es una carretera provincial de la Red de Carreteras de Albacete (España) que transcurre entre Albacete, a la altura del Polígono Industrial Romica, donde enlaza con la N-322, y Motilleja, donde enlaza con la CM-3222, en la provincia de Albacete.
Es una carretera convencional de una sola calzada con un carril por sentido que comunica Albacete (Polígono Industrial Romica), el Club de Golf Las Pinaillas y Motilleja.